# Don Francisco (cantante cristiano)
Don Francisco (28 de febrero de 1946) es un cantante estadounidense, compositor y cantautor especializado en la música cristiana contemporánea. A lo largo de su carrera, ha ganado dos premios Dove: en 1980 por la canción del año (por He Is Alive "¡Él está vivo!"), y en 1980 como compositor del año.
Su canción "He's Alive" (1978) llegó a ser un gran punto de referencia en la ola de música cristiana contemporánea a finales de los 70's. Posteriormente, fue reinterpretada por cantantes como Johnny Cash y  Dolly Parton.
En el 2008 participó en un concierto llamado "The Beginnings Concert" que reunió a otros nueve músicos cristianos legendarios, incluyendo a Steve Archer..

## Biografía
Don Francisco nació en Louisville, Kentucky, hijo de un pastor bautista llamado Clyde T. Francisco. La carrera temprana de Francisco se centró en la música folk-rock durante la década de 1960, abrazando el movimiento hippie; pero después Francisco asegura haber tenido una experiencia sobrenatural en la que escuchó a Dios audiblemente. 
A partir de esto, volvió a dedicar su vida a Dios y cambió su dirección musical. Después de haber estudiado en la Universidad de Nashville, a sus 28 años comenzó a producir música de alabanzas cristianas.
En 1977 Don Francisco grabó "I Don't Care Where You've Been Sleeping" para el álbum "Forgiven". Dicho tema se convirtió en una de sus canciones más conocidas.
En 1982 fundó el ministerio "Rocky Mountain Ministries".
En 2003, Francisco publicó "The Promises", que consiste casi enteramente en lecturas seleccionadas y paráfrasis de la Biblia.
Algunas de las canciones de Don Francisco lidian con lo que su sitio llama "Iglesianismo" o "Churchianity" que entiende como el hábito que centra la vida en la iglesia y reemplaza al cristianismo real.
Don Francisco conserva plenamente los derechos de autor de todas su obra, pero ofrece tablas de acordes y letras de la mayoría de sus canciones y muchas de ellas estpan disponibles gratuitamente desde su sitio web.
Francisco está casado y vive en Colorado con su esposa, Wendy, quien también es artista. 

## Discografía
- 1976 Brother of the Son
- 1977 Forgiven
- 1979 Got to Tell Somebody
- 1981 The Traveler
- 1982 The Live Concert
- 1984 Holiness
- 1985 One Heart at a Time
- 1987 The Power (EMI CMG)
- 1988 High Praise  (EMI CMG)
- 1989 Live in the UK
- 1991 Vision of the Valley
- 1992 Come Away (EMI Digital)
- 1994 Genesis and Job
- 1999 Grace on Grace
- 2001 Only Love is Spoken Here
- 2003 The Promises (Spoken Word)
- 2005 That I May Know You
- 2007 The Sower
- 2009 Let It Ride
- 2012 Carols on Guitar

### Álbumes compilatorios
- 1985 The Poet
- 1991 Early Works
- 1996 Word Pictures
- 1999 Balladeer Tales
- 1996 He's Alive, Collection Vol. I
- 1998 Beautiful To Me, Collection Vol. II
- 2004 The Package, Collection Vol. III

### En vivo
- 1986 The Live Concert
- 1992 Live in the UK